# Putování s dinosaury (film)
Putování s dinosaury (Walking with Dinosaurs: The 3D Movie) je rodinným filmem z produkce BBC a 20th Century Fox. Premiéra se konala 14. prosince 2013 na Dubai International Film Festival. Režiséry filmu jsou Neil Nightingale a Barry Cook. Na filmu se podílí i režisér James Cameron.

## Děj
Příběh filmu se odehrává v období pozdní Křídy před 70 miliony lety. Alexornis Alex vypráví příběh o trojici pachyrhinosaurů se jmény Patchi (Páťa), Juniper a Scowler (Mračoun). Migrující stádo býložravců se při cestě setkává také s nebezpečným gorgosaurem Gorgonem.

## Dinosauři ve filmu
Ve filmu se objevují následující dinosauři či další druhohorní živočichové:
- Alexornis
- Alphadon
- Chirostenotes
- Edmontonia
- Edmontosaurus
- Gorgosaurus
- Hesperonychus
- Pachyrhinosaurus
- Parksosaurus
- Quetzalcoatlus
- Troodon